# Hamide Bıkçın
Hamide Bıkçın Tosun (24 de enero de 1978) es una deportista turca que compitió en taekwondo.
Participó en los Juegos Olímpicos de Sídney 2000, obteniendo una medalla de bronce en la categoría de –57 kg. Ganó dos medallas en el Campeonato Mundial de Taekwondo, en los años 1995 y 2007, y tres medallas en el Campeonato Europeo de Taekwondo entre los años 2000 y 2008.

## Palmarés internacional
| Juegos Olímpicos   | Juegos Olímpicos      | Juegos Olímpicos  | Juegos Olímpicos |
| Año                | Lugar                 | Medalla           | Categoría        |
| ------------------ | --------------------- | ----------------- | ---------------- |
| 2000               | Sídney (Australia)    | Medalla de bronce | –57 kg           |
| Campeonato Mundial |                       |                   |                  |
| Año                | Lugar                 | Medalla           | Categoría        |
| 1995               | Manila (Filipinas)    | Medalla de oro    | –47 kg           |
| 2007               | Pekín (China)         | Medalla de plata  | –59 kg           |
| Campeonato Europeo |                       |                   |                  |
| Año                | Lugar                 | Medalla           | Categoría        |
| 2000               | Patras (Grecia)       | Medalla de oro    | –55 kg           |
| 2004               | Lillehammer (Noruega) | Medalla de plata  | –59 kg           |
| 2008               | Roma (Italia)         | Medalla de bronce | –63 kg           |